# Milton (Cambridgeshire)
Milton ist ein Vorort nördlich von Cambridge im Vereinigten Königreich mit 4.275 Einwohnern (Volkszählung 2001).
Der Ort liegt in der Grafschaft Cambridgeshire und wird durch die A14 von Cambridge getrennt. Die Bevölkerung verdoppelte sich Ende der 1980er Jahre durch den Bau von zwei Wohngebieten von 1.720 im Jahre 1981 auf 4.100 im Jahre 1991. In der Dekade zwischen den Volkszählungen 1991 und 2001 wuchs die Bevölkerungszahl nur um 175 Personen.
Der Ort ist Sitz der Milton Brewery, einer 1999 gegründeten Brauerei. Ihr erstes Bier, genannt „Pegasus“, war sofort erfolgreich und gewann zahlreiche Preise, einschließlich des CAMRA-Champion Beer of Britain.
In Milton befinden sich zwei Kirchen, die All Saints Church und die New Apostolic Church. Das Agricultural College, eine landwirtschaftliche Hochschule in dem Ort, ist Teil des College of West Anglia. Milton ist Sitz der Pi Group Ltd. und beherbergt Büros des Softwareunternehmens Symbian, bekannt durch den Vertrieb des Betriebssystems Symbian OS.
In Milton liegt der Cambridge Science Park, der älteste Wissenschaftspark im Vereinigten Königreich. Er wurde 1970 vom Trinity College gegründet, das enge Bindungen an die nahe gelegene Universität Cambridge besitzt. Während der Park technisch Teil von Milton ist, wird er von den Bewohnern als Teil der Stadt Cambridge angesehen. Der Cambridge Science Park ist Sitz zahlreicher Unternehmen, Bildungseinrichtungen und Forschungsinstitute.